# Peng Hsien-yin
Peng Hsien-yin (Taipé Chinesa, 22 de Dezembro de 1989) é um tenista profissional, joga pelo ATP Challenger Tour e ITF Futures, tanto em simples como em duplas.
Peng alcançou sua mais alta classificação de simples na  ATP, nº 956, em 9 de Julho de 2012, e duplas, nº 353, em 20 de Agosto de 2012.

## ATP Finals

### Duplas 6 (4-2)
| Legenda               |
| ATP Challengers (4-2) |

| Finais por Piso |
| --------------- |
| Duro (4–2)      |
| Saibro (0–0)    |
| Grama (0–0)     |
| Carpete (0–0)   |

| Resultado | No. | Data                  | Torneio                  | Piso | Parceiro         | Oponentes na final              | Placar                |
| --------- | --- | --------------------- | ------------------------ | ---- | ---------------- | ------------------------------- | --------------------- |
| Campeão   | 1.  | 19 de Agosto de 2012  | Qarshi, Uzbequistão      | Duro | Lee Hsin-han     | Brydan Klein Yasutaka Uchiyama  | 6–7(5–7), 6–4, [10–4] |
| Finalista | 1.  | 2 de Setembro de 2012 | Bangkok, Tailândia       | Duro | Lee Hsin-han     | Divij Sharan Vishnu Vardhan     | 3–6, 4–6              |
| Campeão   | 2.  | 28 de Outubro de 2012 | Seoul, Coréia do Sul     | Duro | Lee Hsin-han     | Lim Yong-Kyu Nam Ji-Sung        | 7–6(7–3), 7–5         |
| Campeão   | 3.  | 27 de Janeiro de 2013 | Honolulu, Estados Unidos | Duro | Lee Hsin-han     | Tennys Sandgren Rhyne Williams  | 6–7(1–7), 6–2, [10–5] |
| Finalista | 2.  | 5 de Agosto de 2017   | Chengdu, China           | Duro | Hsieh Cheng-peng | N. Sriram Balaji Vishnu Vardhan | 3-6, 4-6              |
| Campeão   | 4.  | 11 de Agosto de 2017  | Jinan, China             | Duro | Hsieh Cheng-peng | N. Sriram Balaji Vishnu Vardhan | 4-6, 6-4, [10-4]      |

## Ligações Externas
- Peng Hsien-yin na Associação de Tenistas Profissionais